# Amblyseius talpa
Amblyseius talpa är en spindeldjursart som beskrevs av Muhammad Sharif Khan och Ashfaq 2008. Amblyseius talpa ingår i släktet Amblyseius och familjen Phytoseiidae. Inga underarter finns listade i Catalogue of Life.